# Acanthephyra pelagica
Acanthephyra pelagica is een garnalensoort uit de familie van de Acanthephyridae. De wetenschappelijke naam van de soort is voor het eerst geldig gepubliceerd in 1816 door Risso.